# Toxomerus steatogaster
Toxomerus steatogaster är en tvåvingeart som först beskrevs av Hull 1941.  Toxomerus steatogaster ingår i släktet Toxomerus och familjen blomflugor. Inga underarter finns listade i Catalogue of Life.